# Sífutás az 1932. évi téli olimpiai játékokon
Az 1932. évi téli olimpiai játékokon a sífutásban két versenyszámban avattak olimpiai bajnokot. Február 10-én a 18 kilométeres, február 13-án 50 kilométeres versenyszámot rendezték meg, mindkettőt Lake Placidben.

## Részt vevő nemzetek
A versenyeken 11 nemzet 57 sportolója vett részt.
- Ausztria (AUT) (3)
- Csehszlovákia (TCH) (4)
- Egyesült Államok (USA) (7)
- Finnország (FIN) (5)
- Franciaország (FRA) (4)
- Japán (JPN) (6)
- Kanada (CAN) (7)
- Lengyelország (POL) (4)
- Norvégia (NOR) (6)
- Olaszország (ITA) (6)
- Svédország (SWE) (6)

## Éremtáblázat
(Az egyes számoszlopok legmagasabb értéke, vagy értékei vastagítással kiemelve.)
| Az 1932. évi téli olimpiai játékok éremtáblázata sífutásban | Az 1932. évi téli olimpiai játékok éremtáblázata sífutásban | Az 1932. évi téli olimpiai játékok éremtáblázata sífutásban | Az 1932. évi téli olimpiai játékok éremtáblázata sífutásban | Az 1932. évi téli olimpiai játékok éremtáblázata sífutásban | Olimpia  |
| ----------------------------------------------------------- | ----------------------------------------------------------- | ----------------------------------------------------------- | ----------------------------------------------------------- | ----------------------------------------------------------- | -------- |
|                                                             | Ország                                                      | Arany                                                       | Ezüst                                                       | Bronz                                                       | Összesen |
| 1.                                                          | Finnország (FIN)                                            | 1                                                           | 1                                                           | 1                                                           | 3        |
| 1.                                                          | Svédország (SWE)                                            | 1                                                           | 1                                                           | 0                                                           | 2        |
|                                                             |                                                             |                                                             |                                                             |                                                             |          |
| 3.                                                          | Norvégia (NOR)                                              | 0                                                           | 0                                                           | 1                                                           | 1        |
|                                                             |                                                             |                                                             |                                                             |                                                             |          |
| Összesen                                                    | Összesen                                                    | 2                                                           | 2                                                           | 2                                                           | 6        |

## Érmesek
| Az 1932. évi téli olimpiai játékok érmesei sífutásban |                                    |         |                                    |         |                                    |         |
| Versenyszám                                           | Arany                              | Arany   | Ezüst                              | Ezüst   | Bronz                              | Bronz   |
| 18 km                                                 | Sven Utterström · Svédország (SWE) | 1:23:07 | Axel Wikström · Svédország (SWE)   | 1:25:07 | Veli Saarinen · Finnország (FIN)   | 1:25:24 |
| 50 km                                                 | Veli Saarinen · Finnország (FIN)   | 4:28:00 | Väinö Liikkanen · Finnország (FIN) | 4:28:20 | Arne Rudstadstuen · Norvégia (NOR) | 4:31:53 |